# Korenlust
Korenlust is een korenmolen gelegen aan de Molenkade in Stellendam, in de Nederlandse provincie Zuid-Holland. De molen is in 1856 gebouwd als vervanging van een eerdere molen die in 1838 door een orkaan van zijn fundamenten was geschoven. De molen was tot 1961 in bedrijf. In dat jaar kocht de toenmalige gemeente Stellendam de molen Korenlust. De gemeente heeft in 1964/65 de molen laten restaureren. Sinds 1988 is Korenlust eigendom van de Molenstichting Goeree-Overflakkee. De molen is op zaterdagen en op afspraak te bezichtigen (niet op zondag). De molenaar is Wim Ziekman.

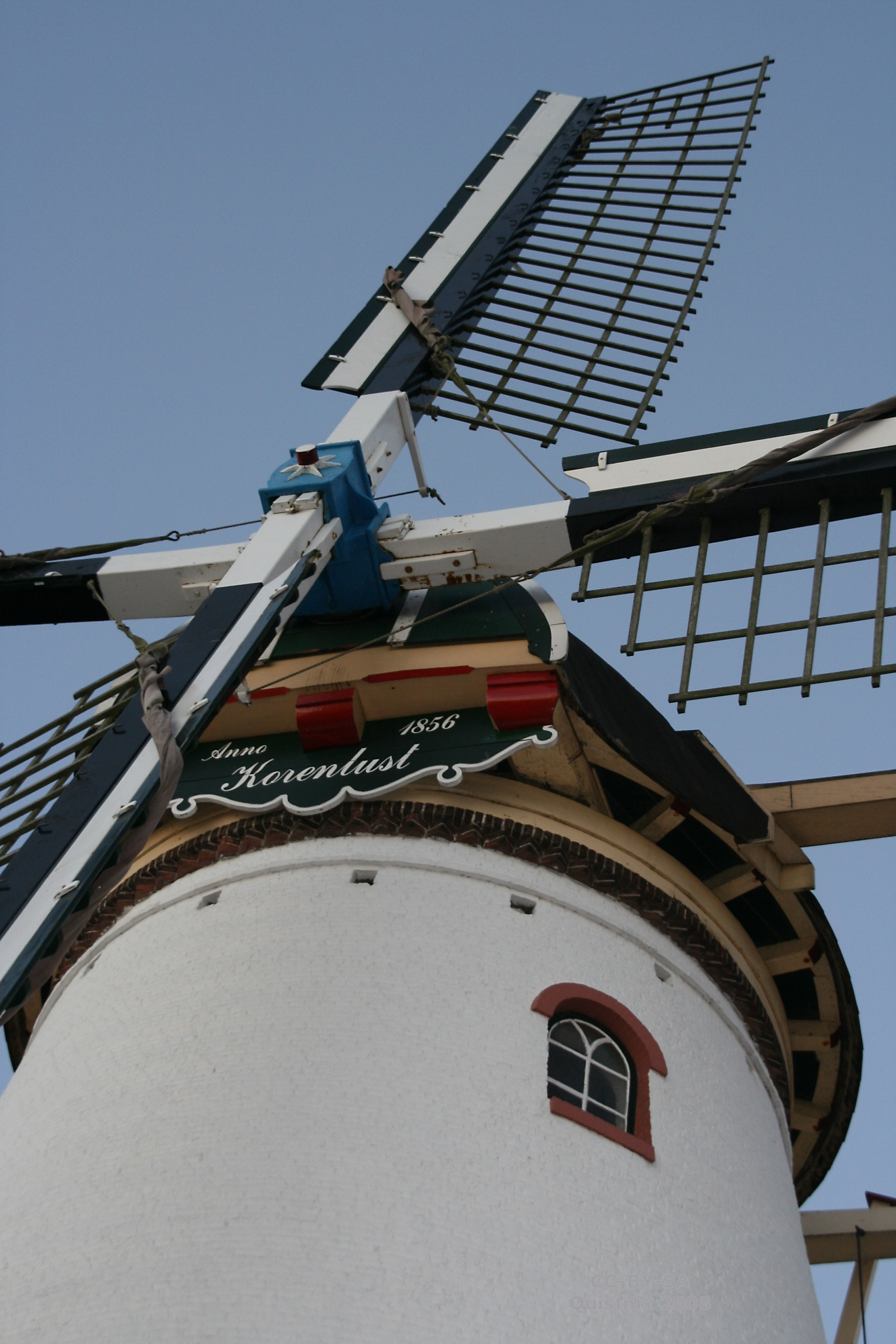
Wieken
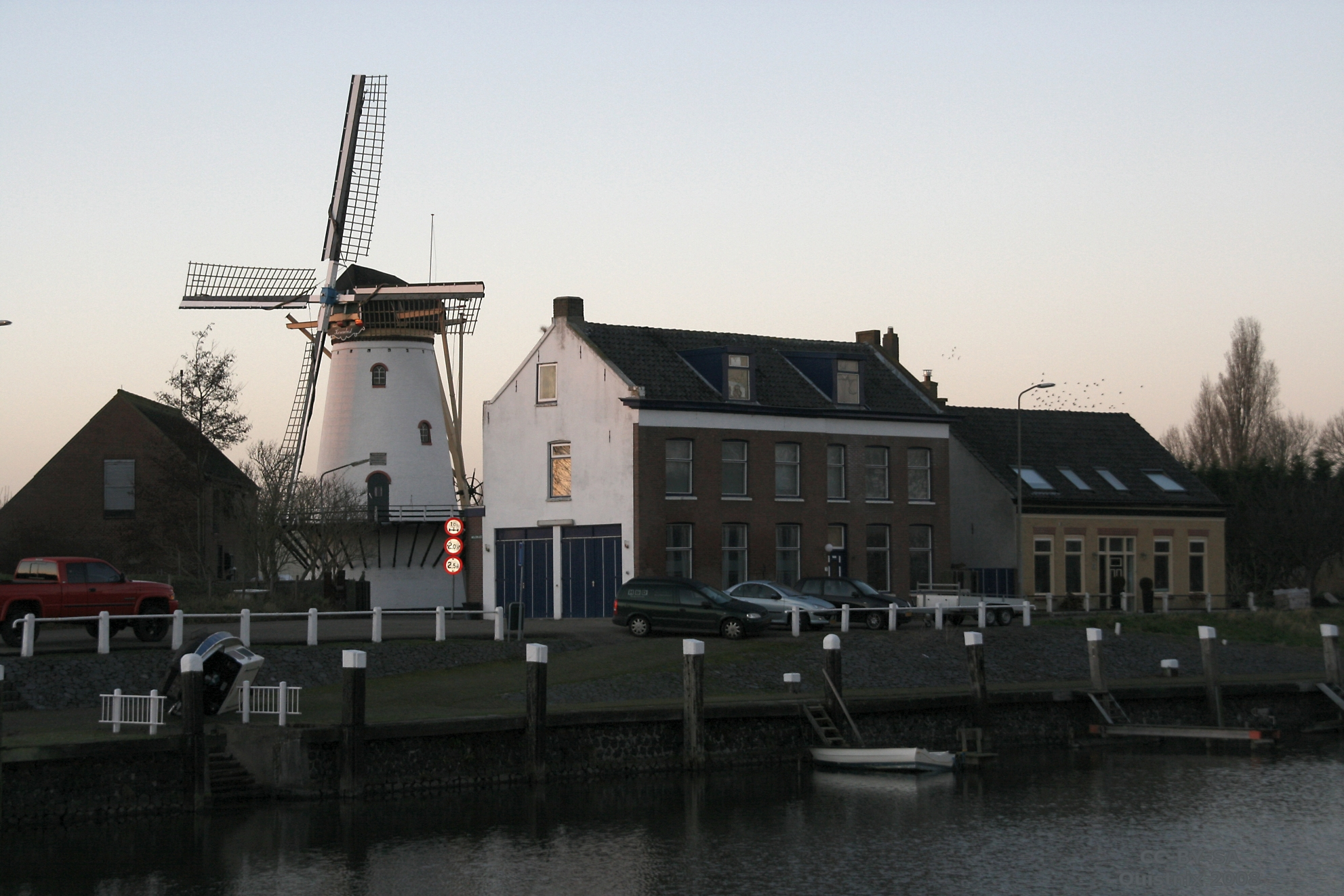
Over het water

De Bommelaer ·
De Dankbaarheid ·
De Eendracht ·
De Hoop ·
De Korenbloem ·
d'Oranjeboom ·
De Korenaar ·
Korenlust ·
De Korenbloem ·
Windlust ·
Windvang ·
De Zwaan

Molenstichting Goeree-Overflakkee